# 奇々怪界-謎の黒マント-
『奇々怪界 謎の黒マント』（ききかいかい なぞのくろマント）は、1992年12月22日にナツメから発売された日本のゲームソフト。
タイトーより発売された『奇々怪界』（1986年）を、ライセンス契約を結んだナツメが開発、販売を手がけたスーパーファミコン版のシリーズ第1弾である。アーケード版のシステムを基本に、操作性やゲーム性なに独自の要素が加えられた作品で、北米では『Pocky & Rocky』の表題で発売された。
2020年9月に、続編となる『奇々怪界 黒マントの謎（英題:Pocky & Rocky Reshrined）』の制作が告知され、2022年4月21日にNintendo Switch及びPlayStation 4、2023年2月24日にSteam、同年12月7日にXbox Series X/Sにて発売・配信された。制作スタッフは本作と同じナツメアタリのメンバーで構成されたチーム「TENGO PROJECT」が担当。前作のストーリーの一部が補完されている他、操作できるキャラクターが新たに3人追加されている。

## 概要
本作は、アーケードゲーム『奇々怪界』の続編として位置付けられ、前作の後日談として描かれている。
操作体系の一部に独自の要素が追加されており、新しいアクションとして「滑り込み」「お祓いチャージ」「スピンアタック」が導入された。また、本作からライフ制およびコンティニュー制が導入された。

## ゲーム内容

### システム
お札
攻撃の基本であるショット攻撃。小夜ちゃんはお札、魔奴化は木の葉を用いる。アイテム取得によって拡散弾、貫通弾のいずれかに変化する。
Aボタンで単発ショット、Yボタンで自動連射となる。
お祓い
敵の一部の攻撃を防御しつつ攻撃にも使える攻防一体の直接攻撃。弾をはじき返した場合、それが相手に当たるとダメージを与えられる。小夜ちゃんはお祓い串、魔奴化は尻尾を用いる。お祓いのボタンを押し続けることで、「お祓いチャージ」が使用可能となる。
アーケード版のように歩きながらの攻撃はできず、その場に立ち止まってアクションする。その際は自機の位置の固定ができないため、耐久力の高い敵に当て続けると反動で後ろにずれていく。お祓い自体は攻撃力はお札攻撃に比べてはるかに弱く、お祓い自体が敵弾回避（および打ち返しによるダメージ）という受動的な位置づけのアクションであるため純粋な攻撃手段には向いていない。
お祓いチャージ
小夜ちゃん、魔奴化双方に備わった特殊攻撃。お祓いのボタンを押し続けてパワーを溜め、最大まで溜めたところでボタンを離すと発動する。
小夜ちゃんの場合は「お祓いスピン」が発動し、お祓い棒を突き出した状態で身体を回転させ十字キーで移動しながら攻撃が可能。魔奴化の場合は「無敵地蔵」が発動し、地蔵に変身して一切の攻撃を無効化する代わりに、変身が解除されるまでは一切の行動が不可能となる。
チャージ自体はお札攻撃（自動連射ボタン）と独立しており、お札攻撃をしながらチャージすることが可能。
術（ボンバー攻撃）
画面上の広範囲に強力な攻撃を行う必殺技。ゲーム開始直後およびコンティニュー直後は1回しか使えないが、アイテムの取得によって最大3回までのストックが可能。小夜ちゃんは上下左右の4方向限定だが威力の高い爆風を放ち、魔奴化は威力は弱いが木の葉を円状に放出して画面中の敵全てにダメージを与える。
滑り込み（スライディング）
進行方向に対して対応ボタンを押すことで、歩行時の約2倍の速さで一定距離ヘッドスライディングを行う。その分、移動速度も上昇するが、スライディング後に僅かな隙が生じる。スライディング初めに無敵が発生する。
スピンアタック
2人プレイ時のみで使用可能な特殊攻撃。滑り込み中に味方にぶつかると、ぶつかった味方を弾き飛ばして腹ばいの状態で回転させる。この状態で敵に触れるとダメージを与えられるが、回転中は触れた壁面に対して90度に反射して方向を転換するのみで一切の操作を受け付けなくるため、常に足場からの転落の危険を伴う。2人同時に滑り込みをしてぶつかった場合は、両者とも同時に回転する「ダブルスピンアタック」が発動する。なお、ダブルスライディング発動後はライフが減少する。

### ライフ制と残機制
本作では残機制とライフ制が併用されており、キャラクターの残機は画面下の数値、ライフ（体力）はハート型のメモリで表される。

#### ライフ
ゲーム開始時は最大値が4メモリで、ステージをクリアするごとに最大値が1メモリ増え、最大8メモリまで増加する（1メモリに付き2メモリ分の体力設定となっており、実質的には最大で16メモリ分の体力値となる）。ダメージ量は敵の攻撃の種類やダメージの種類によって異なる。

#### 残機
ゲーム開始時の残機は2つでミスすると1つ減少する。その場復活が採用されており、ミス後は自機が画面上空から飛び降りてきてゲーム継続となる(この際は着地と同時に画面内の全ての敵に少しだけダメージを与える)。穴や水中などへの落下、壁に挟まれる等の地形ダメージの場合は即死扱いにはならず、ライフが数ポイント減少した上でミス時と同様の演出で地上に復帰する（地形ダメージがライフ残量を上回った場合にミスとなる）。制限時間が0になった場合はその時点で強制的にミスになる。
残機が0の状態でミスするとゲームオーバー。コンティニューを選ぶとライフの最大値が4メモリに初期化され、そのステージのスタート地点からの再開となる。

#### 途中参加
1人プレイ時、もしくは2人プレイ時に片方がゲームオーバーになった場合、相手の残機数が1以上ある場合に限り、相手の残機を1つもらって途中参加が可能。

### アイテム

#### 攻撃アイテム
ブルーアイテム
お札が貼られた青い水晶玉。取るとショット攻撃が3方向の扇状に広がる拡散弾になる。ブルーアイテムを取り続けると、ショット自体の当たり判定が大きくなり弾速も上昇する。レッドアイテムを取って攻撃を変更すると、威力が一段階下がった状態になる。
レッドアイテム
お札が貼られた赤い水晶玉。取るとショット攻撃が貫通弾になり、重なった敵をまとめて倒すことが可能となる。取り続けると、2発動時の並列ショットになり攻撃判定が大きくなる他、敵への被弾時に前方と左右に拡散してダメージの範囲が広がる(強化に応じて拡散時の飛距離が増大)。ブルーアイテムを取って攻撃を変更すると、威力が一段階下がった状態になる。
グリーンアイテム
小振りな緑色の水晶玉。取ると術の使用回数が1増える。最大3つまでストック可能。つづらから出現。
お守り
身体にバリアを張り、敵の攻撃を2回だけ防ぐ。つづらから出現。

#### 回復アイテム
お茶
回復アイテム。ライフが2メモリ回復する。
お団子
回復アイテム。ライフが完全に回復する。

#### その他アイテム
つづら
特定の敵の撃破後に出現・もしくは道中に点在するアイテムボックス。上記いずれかのアイテムが入っているものと、「スカ」と書かれたお札と同時に敵が出現するものの2つがある。
七福神
小夜が仕える7人の福の神。今回は隠しキャラクターとして登場し、マップ上の特定の場所をお札で打つとランダムで七福神の誰か1人が姿を現し、アイテムを3種類まで与えてくれる。アイテムの内容はそれぞれ異なる。
狛犬（こまいぬ）
狛犬にまたがって一定時間無敵となるが、移動は常に上下左右の4方向いずれかのみの自動ジャンプとなり、この際に可能な行動は進行方向の決定のみである。
七福神の与えるアイテムからしか入手できない。

## ストーリー
七福神が妖怪軍団にさらわれた事件から数年後。七福神に仕える巫女・小夜ちゃんによって懲らしめられた妖怪たちも、今では改心し、森の奥で静かに暮らしていた。
そんなある日、妖怪軍団の親玉だった化け狸「魔奴化」が小夜が勤める神社へ駆け込んで来る。慌てた様子の彼から聞いた話によると、仲間の妖怪たちの様子が急におかしくなり、暴れ出したという。神社に侵入してきた妖怪たちを鎮めた小夜は、黒いマントを羽織った謎の怪人の存在を聞き出し、森に住む妖怪たちの危機を察知して魔奴化と共に森へ向かう。そして、森での戦いの末に、謎の怪人「黒マント」の正体が西洋妖怪軍団の首領であり、その目的が日本征服だと知った小夜と魔奴化は、日本妖怪と日本の平和を守るために新たな戦いへ身を投じるのだった。

## キャラクター

### プレイヤーキャラクター
小夜（さよ）ちゃん
七福神に仕える巫女。かつての事件を解決した後は日々を平和に暮らしていたが、日本妖怪たちを脅かす謎の怪人「黒マント」の野望を知り、日本の平和を守るために再び戦いに赴く。
魔奴化（まぬけ）
妖怪軍団の親玉だった化け狸。小夜に懲らしめられてからは改心し、一番の仲良しになった。森の仲間に起きた異変を解明するべく小夜に助けを求め、共に西洋妖怪軍団に立ち向かう決心をする。

### 敵キャラクター
本作では西洋妖怪軍団との戦いを主軸に置いているため、中盤以降は西洋の妖怪をモチーフにしたユニークな敵キャラクターが多数登場する。なお、複数のステージに重複して登場する敵キャラクターについては、最初に登場するステージのみの記載とする。

#### 第一章 襲われた神社
お玉
様々な編隊を組んで登場する人魂。全て撃破するとアイテムを落とす。第六章までの全ステージに出現する。
プカプカ
様々な編隊を組んで登場する幽霊。アーケード版とは違って弾は撃たない。
化けうり
井戸に潜む瓜の妖怪。井戸に潜んでおり、気配を察知すると素早く飛び出してくる。赤い化けうりが飛び出してくる場合があり、これを撃破するとアイテムを落とす。
シャレ幸兵衛（シャレこうべえ）
天冠に赤褌、青の袖抜き羽織を纏った骸骨。地面に潜んでおり、土の中から姿を現して骨を投げ付けてくる他、撃破の際に骨が飛んでくる場合がある。
カサベー
付喪神の一種であるからかさ小僧。特定の場所にのみ出現し、飛び跳ねながら近付いてくる。
走り鯛（はしりたい）
鯛に足が生えた姿をした妖怪。池から次々と飛び出しては、そこかしこを跳ね回る。
またさぶろう
木立の中から姿を現して突進する風の妖怪。特定の地点から一定の間隔で出現する。
ダルマ左右ェ門（ダルマざえもん）
ダルマの妖怪。行く手を塞ぐように左右に動き回りつつ、次々とちびダルマをばら撒いてくる。
ちびダルマ
ダルマ左右ェ門から吐き出される小型のダルマ妖怪。左右に飛び跳ねながら近付いてくる。
化けとうろう
普段は灯籠のフリをしているが、攻撃が1発でも当たると正体を現して襲い掛かってくる。非常に足が遅い。
一堂くん（いちどうくん）
小坊主の姿をした一つ目小僧。あちこちから次々と出現し、一定の距離に近付くとヒッププレスを仕掛けてくる。
豆頭（ずず）
第一章のボス。アーケード版のステージ1のボスだった小豆洗い。黒マントの妖術で操られ、再び小夜たちの前に立ちはだかる。手にした笊から小豆を投げ付けたり、口に含んだ小豆を吐き出したり、時には自らが巨大な小豆となって転がりながら突進してくる。

#### 第二章 混乱の森
ウキザル
森に住む猿の妖怪。木から素早く下りてきて飛び掛かってくる。
お芸ちゃん
森の中の六角堂に潜むろくろ首。お堂に近付くと首を出して火炎弾を吐く他、攻撃を受けると六角堂に退避して火炎弾を扇状に発射する。
ニョキ
竹の子の妖怪。特定の場所で出現する固定型と、地面の中を移動する追尾型の2種類が存在する。
カラテン
烏天狗。一定の距離を置いて円を描きながら飛び回り、つむじ風を飛ばしてくる。
丸焼入道（まるやけにゅうどう）
特定の場所で行く手を塞ぐ一目入道。強力な火炎放射と突進攻撃を繰り出す。
さらたろう
森の奥の川に住む河童。水面から顔を出して頭の皿を投げ付けてくる。
かわたろう
森の奥の川に住む河童。いかだに上がり込み、水中に引きずり込もうとする。
カッパ丸
眼帯を着けている河童の親分。いかだに設けられた小型の井戸から上半身だけを出し、子分のかわたろうを呼び出しつつ爆弾を放り投げてくる。
放置しておくとそのまま徐々に画面外にスクロールアウトして消えていくが、倒すことは可能。ただし耐久力が高いのと周囲のザコ敵の攻撃が激しいのもあって、消えるまでに倒し切るのは至難の業。倒すと七福神が出現する。
アブクガニ
泡の中に入って空中を漂うカニの妖怪。攻撃が当たるか一定の時間が経過すると泡が破れて落下し、素早い動きで体当たりをしてくる。
仙人竹（せんにんだけ）
第二章前半のボス。長い年月を経て妖力を得た竹の妖怪で、森の妖怪たちの長老的存在。黒マントの妖術で操られ、小夜たちの行く手を阻む。自分は動けないため、頭頂部から子分の妖怪「化けのこ」を呼び出したり、鋭い笹の葉を飛ばしてくる。
スネークラーケン
第二章後半のボス。単眼の巨大なタコで、触手の先端部に海蛇の頭を持つ。触手の海蛇から吐き出される火炎弾と、本体から噴出される強烈な水鉄砲のコンビネーション攻撃を繰り出す。

#### 第三章 外人墓地の秘密
ゾンビピープル
外人墓地のそこかしこから出現するゾンビ。ウロウロと歩き回る徘徊形と、決まった地点のみを移動する行動型の2種類が存在する。
ジャック・P
白いローブを纏ったジャックランタン。特定の地点を漂っているだけだが、星型の高速弾を次々と吐き出してくる。
ミニバンパイア
飼いならされた吸血コウモリ。隊列を組んでいたり、弾を撃ってくるなど様々な種類が存在する。
ボタスライム
地下道の番人代わりに飼われているスライム。吐き出してくる粘液に触れると身体にへばり付き、お祓いで取り除かないと数秒後に爆発する。
ジョーカー
道化師の姿をした西洋妖怪。瞬間移動を繰り返しながらランダムに現れ、スペード、ハート、ダイヤ、クラブの形に変化する弾を放射状8方向に撃ってくる。
ドクロック
髑髏の形をした岩の妖怪。特定の場所で上下に移動し邪魔者を押し潰そうとしてくる。第四章では崖の上から次々と転がり落ちてくる。
マ・ジン
第三章中盤のボス。壺の中に潜むアラビア風の魔人。教会の最奥部にある秘密の地下洞窟への通路を守っている。強力な火炎弾の他、自らの体を煙に変える能力を使っての体当たりを仕掛けてくる。
スカルビショップ
第三章前半および後半のボス。邪悪な意思を持つ高僧が死霊と化した成れの果て。秘密基地である外人墓地を守護しており、秘密の地下洞窟に通じる廃屋の教会の門前と、地下洞窟の最奥部で2度襲い掛かってくる。氷の息、人魂飛ばし、鎌投げなど多彩な攻撃と瞬間移動を使いこなす強敵。

#### 第四章 大空の激戦
バリバール
小型の雷雲の妖怪。吊り橋がかけられている地点を守っており、横に往復移動しながら雷を放って行く手を遮り、更に前方に電撃を放ってくる。
フー
つむじ風の妖怪。一定の位置に出現後、数秒ほど待機した後に突進してくる。非常に素早く、突進中にしか攻撃を受け付けない。
キャプテン・ヒゲ
飛行戦艦の艦長。自分専用のフライングマシーンに乗り、戦艦の外側から鎖に繋がれた鉤爪を伸ばしてくる他、攻撃を受けると爆弾を放り投げてくる。
ボスの出現地点に近づくとフィールドの中央に陣取って連続で爆弾をばらまいた後、ボスと入れ替わりで画面外へ去っていく。
ヒゲスナイパー
角の生えた豚の妖怪。特定の位置にのみ登場し、単発式小銃、連発式小銃、散弾銃を持つ者がそれぞれ存在する。
ヒゲジャンパー
角の生えた豚の妖怪。高く跳び上がった勢いを利用してヒッププレスを仕掛けてくるが、勢い余って船から落下してしまうこともある。
デビルフェイス
飛行戦艦の壁面を飾る禍々しい彫刻。一定の間隔で目が光り、真下に向けて5つ並んだ火炎弾と4つ並んだ火炎弾を交互に発射する。
ハーピット
第四章のボス。西洋妖怪軍団の根城である空中城塞の番人を務めるハルピュイア。抜群の機動力を活かし、羽つぶてと急降下攻撃を織り交ぜて襲い掛かってくる。
北米版では甲冑を着込んだ鳥の怪物に差し替えられている。

#### 第五章 待ち受ける罠
牢番A
日本妖怪を監禁している空中城塞の牢獄で牢番をしている妖怪。ナイフを投げつつプレイヤーを追いかけてくる緑の牢番と、ナイフを投げつつ横移動したりスライディングで突き刺してくる青の牢番の2種類が存在する。
牢番B
階段の上で待ち構える赤の牢番。階段に近付くと、昇らせまいとして樽を抱え上げては次々と転がり落としてくる。
カンテラー
Dr.リィが作った警備装置。異常を感知すると明かりが灯り、侵入者に対して追尾性能の高い火の玉を飛ばしてくる。攻撃を受けると明かりが消えて停止するが、一定時間を過ぎると復活するため破壊不可能。
デビルフェイスII
空中城塞の牢獄の壁面を飾る禍々しい彫刻。一定の距離まで近付くと、真下に向けてレーザービームを4連射してくる。破壊不可能。
プカプカストロング
Dr.リィの実験台となってパワーアップしたプカプカ。研究所のあちこちにある装置の中から次々と現れ、一定の距離を置いて円を描きながら飛び回った後に突撃してくる。
メカシャレ幸兵衛
Dr.リィの実験台となって改造手術を施されたシャレ幸兵衛。プレイヤーの攻撃が届かない一段高い所に陣取ってナイフを振り下ろしてくるため、ナイフを振り下ろした際の腕を伸ばした時にしか攻撃を受け付けない。
巨大鉄球
Dr.リィが作った警備装置から放たれる棘付きの鉄球で、溝の中を一定の間隔で転がってくる。破壊不可能。
ワンハンド
天井から落下し、床を這い回る手だけの怪物。侵入者を感知すると、猛烈な勢いで突進してくる。
デビルフェイスIII
研究所の要所に置かれている三面一頭の姿をした禍々しい彫像。侵入者を感知すると、その方向に対応した面から強力な火炎放射を絶え間無く続けてくる。
Dr.リィ
自分の意思で黒マントに従い、空中城塞の奥にある研究所に陣を構える科学者。その正体は吸血鬼であり、侵入者撃退用の電撃床とコウモリ状の高速弾を織り交ぜて迎え撃つが、本性を現すと巨大コウモリに変化し、眷属のコウモリを使った猛攻を仕掛けてくる。

#### 第六章 決戦!黒マント
アーマーガード
黒マントの居城を守る衛兵。侵入者を発見すると、横方向にランスを突き出してくる。
ザバオン
黒マントに仕える悪の魔術師。魔力を込めた高速弾を3連射してくる。
マッドスパイダー
黒マントが魔界から呼び出した魔獣。口から毒の糸の塊を連続で吐き出し、攻撃を受けると一時的に動きと糸の射出速度が上昇する。糸の塊は、一定の距離を過ぎると加速すると同時に幅が広がる。
ケルベロス
黒マントが魔界から呼び出した魔獣。口から凄まじい火炎弾を高速で吐き出す。
ダークフリード
黒マントの魔力によって命を与えられた巨大な西洋甲冑。玉座の間への通路に立ちはだかり、電撃、火炎放射の他、自らが振るう剣を自在に遠隔操作する力を駆使して襲い掛かってくる。
黒マント
西洋妖怪軍団の首領。黒いマントに身を包み、フードを深く被っている謎の怪人。強大な魔力によって西洋妖怪軍団を束ね上げ、日本征服のために日本妖怪を操った張本人。追尾性能を持つ電撃、壁面に触れると分裂する炸裂弾、魔力を込めた粘液を次々と繰り出してくる。

## スタッフ
- プログラマー：いしはらかずひこ
- デザイナー
  - スクロール&妖怪たち：谷口俊一
  - ビジュアル&魔奴化：にしやまともゆき
  - ストーリー&ボスたち：服部嘉人
- サウンド
  - 音楽&効果音：岩月博之
- プログラムおてつだい：ことびい、たなかあつし
- デバッグスタッフ：しんちゃん、いなぞう
- パッケージイラスト：あさりよしとお

## 評価
ゲーム誌『ファミコン通信』の「クロスレビュー」では、6・6・5・6の合計23点（満40点）、『ファミリーコンピュータMagazine』の読者投票による「ゲーム通信簿」での評価は以下の通りとなっており、21.62点（満30点）となっている。この得点はスーパーファミコン全ソフトの中で93位（323本中、1993年時点）となっている。
| 項目 | キャラクタ | 音楽 | 操作性 | 熱中度 | お買得度 | オリジナリティ | 総合  |
| 得点 | 4.07       | 3.70 | 3.38   | 3.66   | 3.48     | 3.34           | 21.62 |